# Пропойский замок
Пропойский замок — бывшие оборонительные укрепления в Пропойске (с 1945 года. Славгород). Замок существовал в 13-18 вв. как центр обороны средневекового Пропойска.

## Описание
Занимал вытянутое с севера на юг городище (95 х 40 м) древнего Прупоя, или Пропошеска, которое располагалось на крутом берегу Сожа, недалеко от впадения в него реки Прони.
Согласно историческим источникам за 1564 год, в Пропойском замке были деревянные башни и стены, башня-брама и подъемные мосты-«узводы». Сведения о количестве башен в замке отсутствуют. По гребне вала, который шел в южном направлении, над оборонительным рвом располагались замковые городни. С юга и востока замок прикрывался крутым 20-метровым обрывом в сторону Сожа. В военное время в замке был небольшой постоянный гарнизон из 10-20 казаков во главе с ротмистром.
После разрушений во время русско-польской войны 1654-1667 Пропойский замок был восстановлен и не потерял своего военного значения. Инвентарь за 1681 зафиксировал замок как небольшое укрепление, обнесенное «палями». Упоминаются «брама, драницами крытая», «форта у паркане до воды», жилые и хозяйственные постройки (дома белые, пивница, 2 свирны (амбары), сыроварня, пекарня, 3 конюшни, баня, навес).
В конце 17 — начале 18 века Пропойск потерял свое стратегическое значение, однако еще в 1780 году упоминался «замок, окруженный полисадом». В конце 18 века в результате планировки, проведенной князем А. М. Голицыным на площадке замчища, исчезли оборонительные валы и остатки древнего замка.